# Герб Новолукомля
Герб Новолукомля (бел. Герб Новалукомля) — официальный геральдический символ города Новолукомля Чашникского района Витебской области Белоруссии. Авторами герба являются инженер-конструктор Лукомльской ГРЭС В. В. Кораблин и старший пожарный на объектах Лукомльской ГРЭС С. М. Мефодьев.

## История
Герб Новолукомля был одобрен решением Новолукомльского городского исполнительного комитета от 18 июля 2002 года № 196. Герб города был утверждён Указом Президента Республики Беларусь от 20 января 2006 года № 36 и зарегистрирован в Государственном геральдическом регистре Республики Беларусь 6 февраля 2006 года.

## Описание
Герб города Новолукомля представляет собой испанский щит голубого цвета, рассечённый в «столб». В правой части изображена серебряная ступень турбины, в левой — три золотых столба.

## Использование
Герб города Новолукомля является собственностью города Новолукомля, правом распоряжения которой обладает Новолукомльский городской исполнительный комитет.
Изображение герба города Новолукомля размещается на зданиях, в которых расположены органы местного управления и самоуправления города Новолукомля, а также в помещениях заседаний этих органов и в служебных кабинетах их руководителей. Изображение герба города Новолукомля может размещаться в тех местах города Новолукомля, где в соответствии с белорусским законодательством предусматривается размещение изображения Государственного герба Республики Беларусь.
Изображение герба города Новолукомля может использоваться также во время государственных праздников и праздничных дней, торжественных мероприятий, проводимых государственными органами и иными организациями, народных, трудовых, семейных праздников и мероприятий, приуроченных к памятным датам.
Право на использование изображения герба города Новолукомля в иных случаях может быть предоставлено по решению Новолукомльского городского исполнительного комитета.